# Steyskalomyza hasegawai
Steyskalomyza hasegawai är en tvåvingeart som beskrevs av Hiromu Kurahashi 1982. Steyskalomyza hasegawai ingår i släktet Steyskalomyza och familjen buskflugor. Inga underarter finns listade i Catalogue of Life.